# Kleverig koraalzwammetje
Het kleverig koraalzwammetje (Calocera viscosa) is een schimmel uit de familie Dacrymycetaceae. De soort leeft als saprofyt op sterk vermolmde stronken en stammen van naaldbomen. Het schimmelweefsel (mycelium) groeit in droog naaldhout, vaak in de met mos bedekte stronken van sparren. In de herfst worden de paddenstoelen (vruchtlichamen) gevormd.

## Kenmerken
Het kleverig koraalzwammetje is enigszins variabel qua vorm. Zo kan het bestaan uit rechte vertakkingen, maar komt ook regelmatig voor met vrij veel vertakkingen. Het groeit in bundels die kunnen variëren tot enkele exemplaren tot 10 cm doorsnede. Het vruchtlichaam is 4-8 cm hoog. Als het door gras of mos moet groeien kan het zelfs 15 cm hoog worden. Het vertakt als een gewei of koraal. De kleur is opvallend oranjegeel. Bij het opdrogen wordt het vruchtlichaam hoornachtig en donkerder oranje van kleur.
Het is te onderscheiden van soorten uit het geslacht Clavaria door de taaie, geleiachtige samenstelling. De vruchtlichamen glippen gemakkelijk tussen de vingers door zonder te breken.
De sporen meten 8-12 × 4,5-5,5 micrometer en zijn elliptisch, glad en hebben in de volwassen toestand een celwand (zelden twee). Gespen zijn niet aanwezig.
De zwam is niet giftig, maar nauwelijks eetbaar. Soms wordt het gebruikt als decoratie voor champignongerechten.

## Ecologie
De kleverige koraalzwam komt voornamelijk voor op rottende stronken naaldhout. 

## Verspreiding
In Nederland is het een algemeen voorkomende soort.

## Foto's

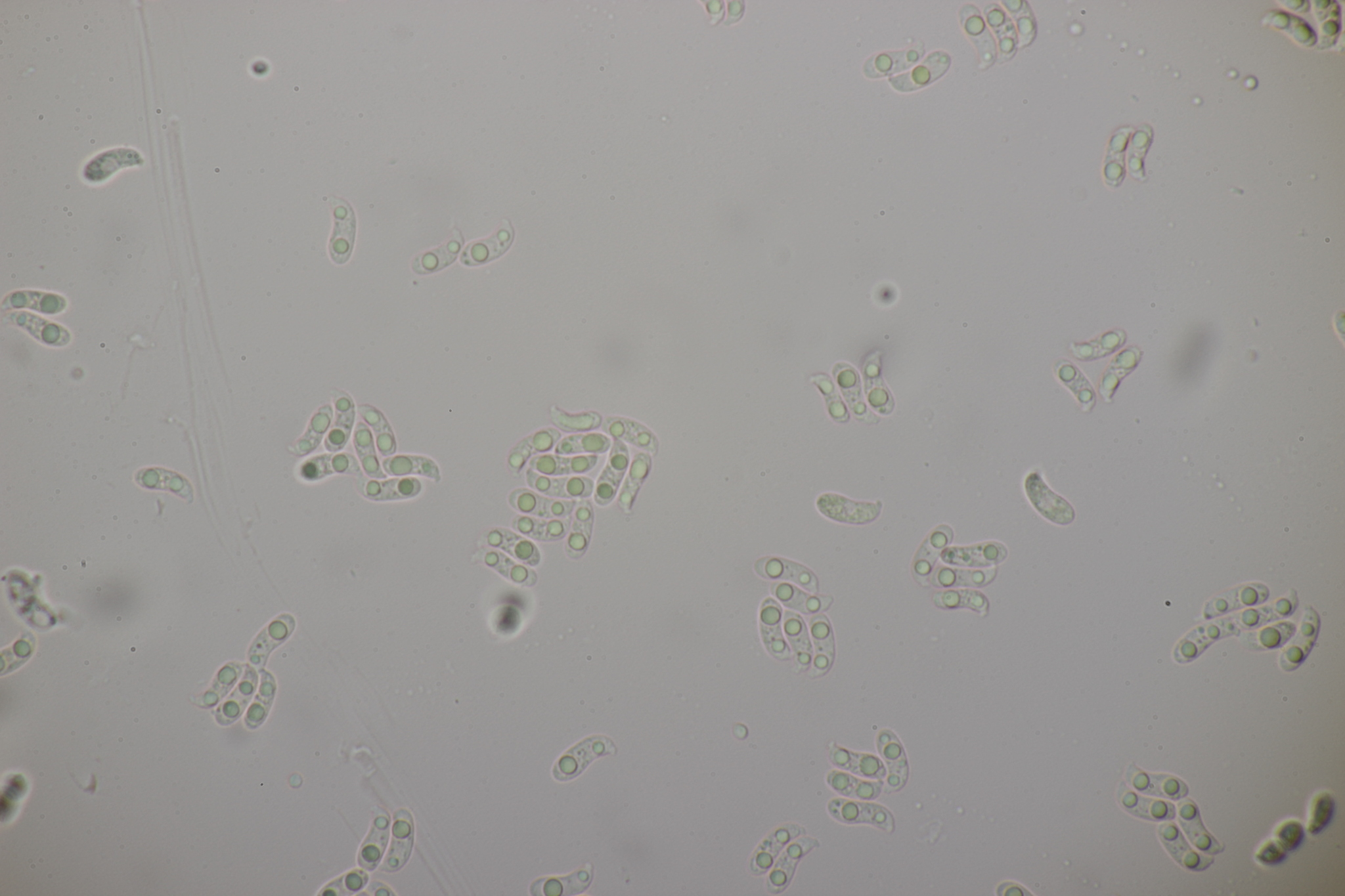
Sporen
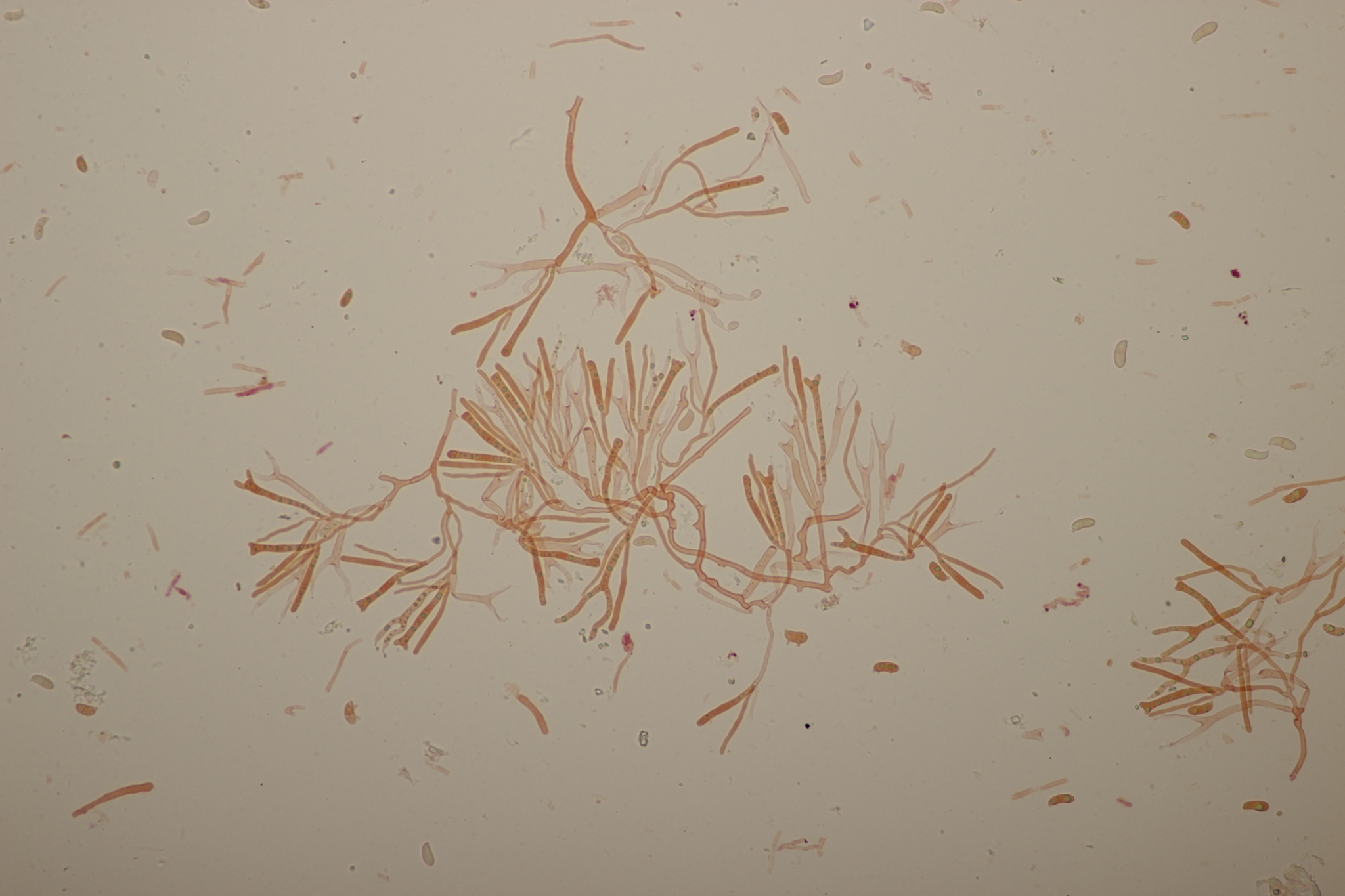
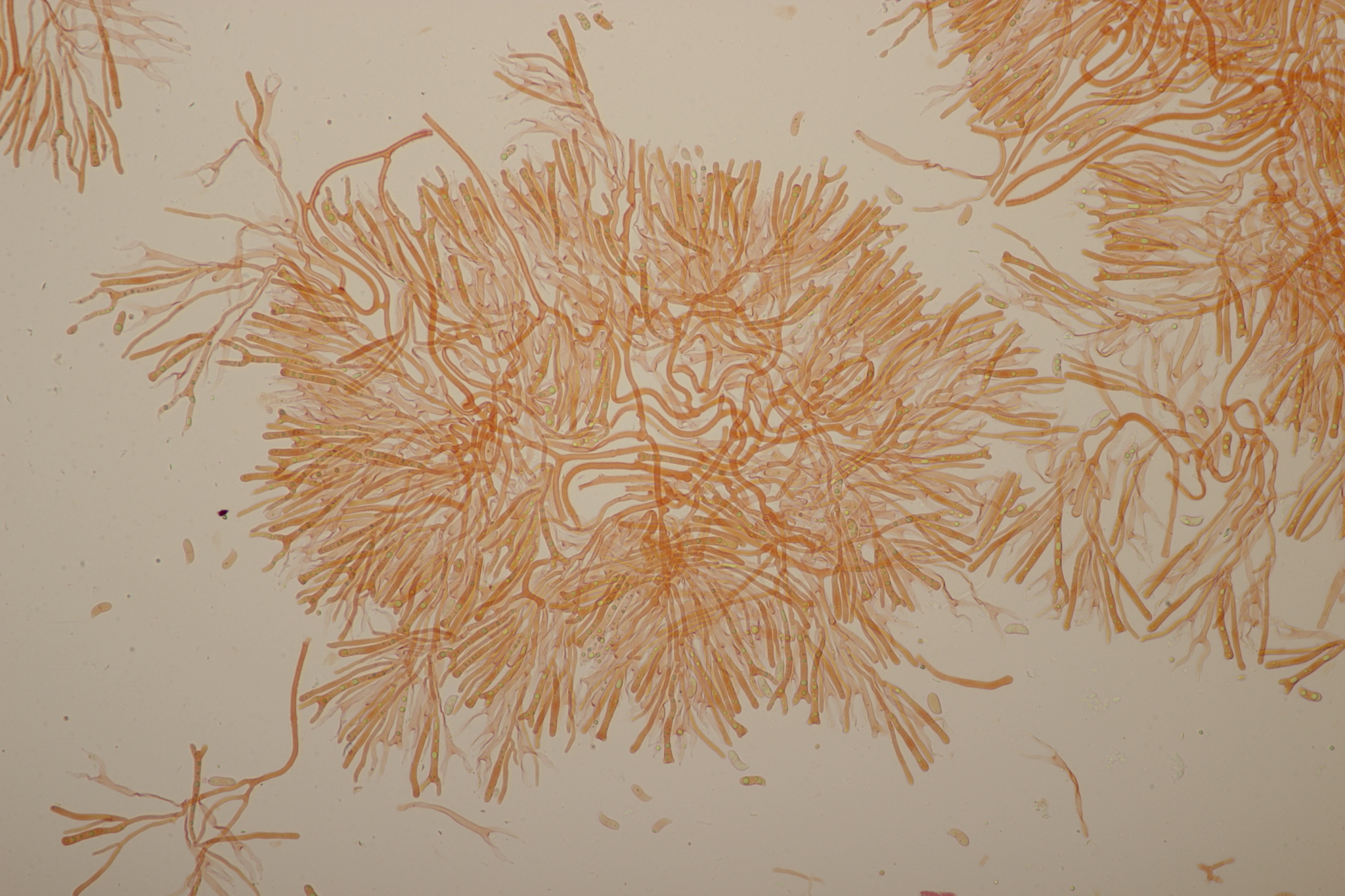
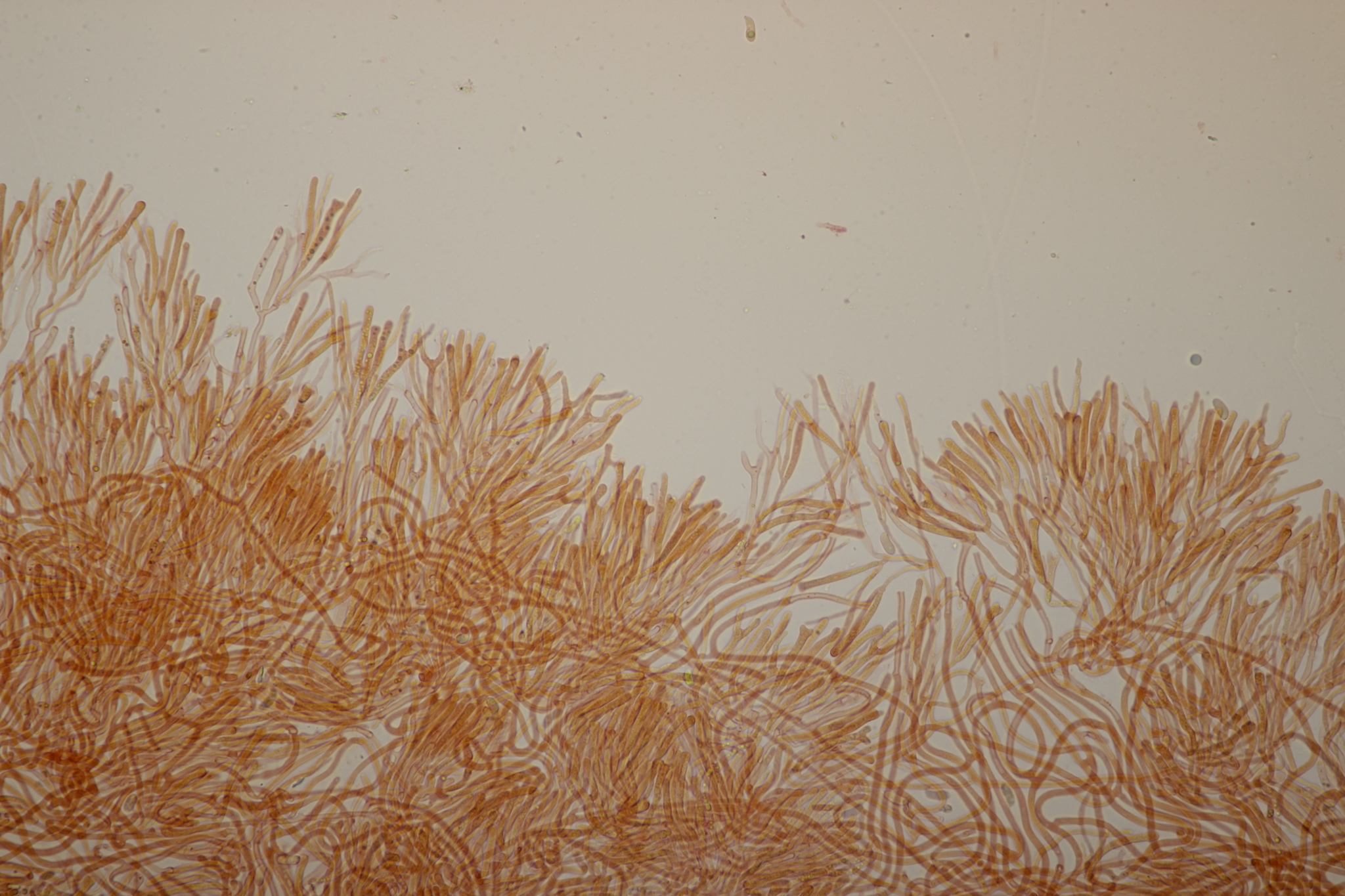